# Joker (postava)

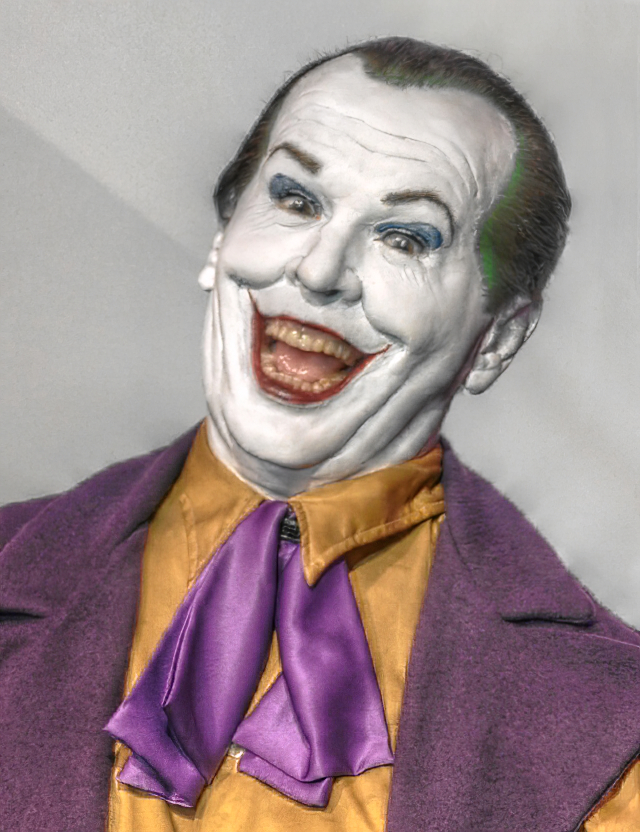
Figurína Jacka Nicholsona v kostýmu Jokera

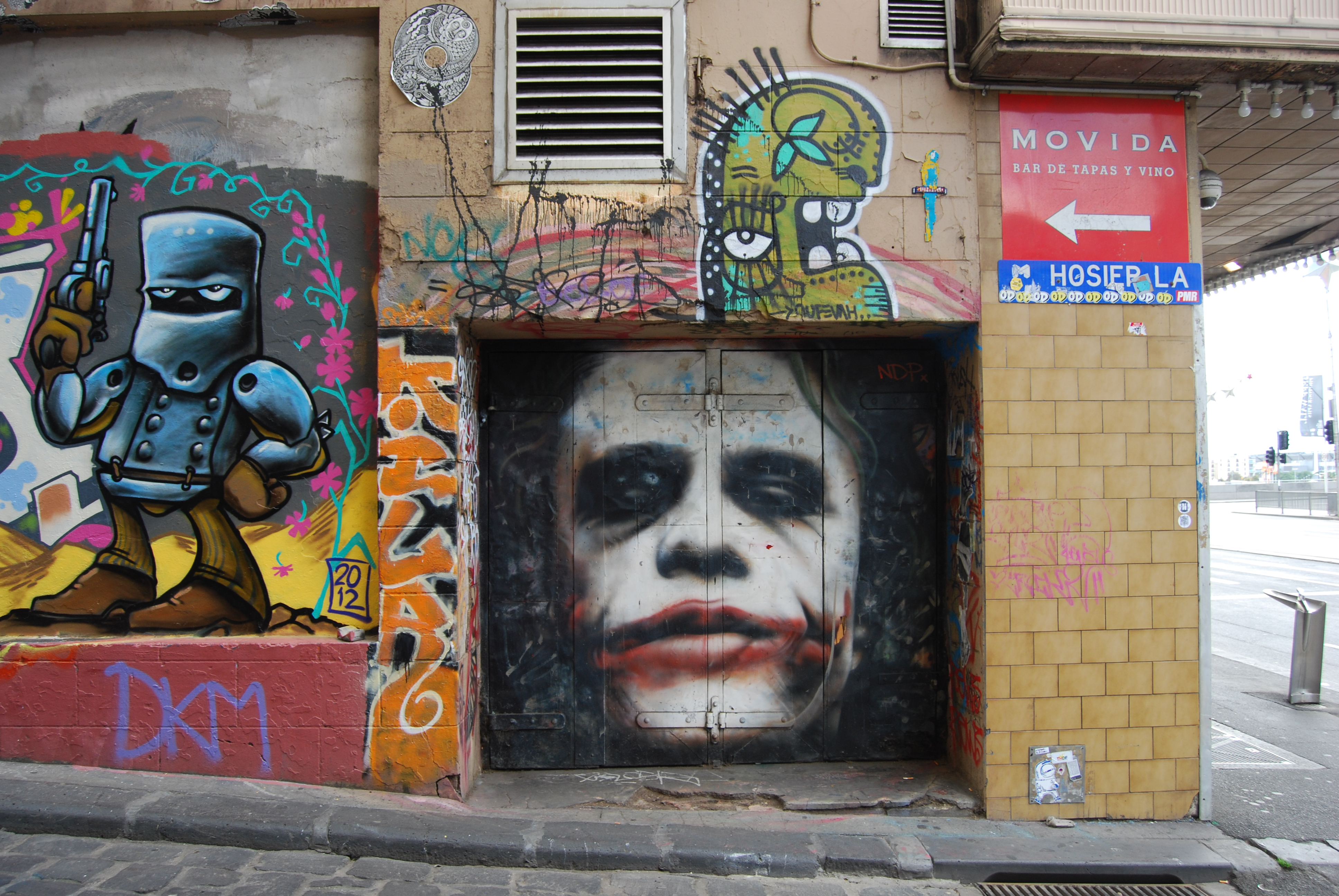
Ledgerova postava Jokera jako součást street artu v Melbourne

Joker je fiktivní postava–superpadouch z komiksů amerického vydavatelství DC Comics. Byl vytvořena scenáristou Billem Fingerem a kreslíři Bobem Kanem a Jerrym Robinsonem. Poprvé se představil v úvodním čísle komiksu Batman v dubnu 1940. Ačkoliv měl být v tomto příběhu zabit, díky editorskému zásahu byl zachráněn a stal se z něj Batmanův úhlavní nepřítel.
V komiksech je Joker zobrazován jako kriminální génius a zároveň psychopat se zvráceným a sadistickým smyslem pro humor. Nedisponuje žádnými superschopnostmi; místo nich však využívá své odborné chemické znalosti, díky kterým vyrábí jedovaté nebo smrtelné látky, a tematické zbraně (hrací karty s ostřím, květina na klopě, která stříká kyselinu, apod.). Jakožto hlavní Batmanův protivník se často vyskytuje v jeho příbězích, příležitostně se objevuje i dalších komiksových řadách vydavatelství DC a bojuje např. se Supermanem nebo Wonder Woman. V 90. letech 20. století byla vytvořena postava Harley Quinn, Jokerovy bývalé psychiatričky, která se stala jeho pomocníkem a zároveň milenkou.
V televizním seriálu ze 60. let 20. století Batman (včetně souvisejícího filmu) si Jokera zahrál Cesar Romero. V dalších snímcích jej ztvárnili Jack Nicholson (Batman z roku 1989), Heath Ledger (Temný rytíř), Jared Leto (Sebevražedný oddíl) a Joaquin Phoenix (Joker). V animovaných filmech a seriálech jej namluvili Mark Hamill, Troy Baker a další.